# Lahoussine Mrikik
Lahoussine Mrikik (* 7. Juni 1972 in Iferiane) ist ein ehemaliger marokkanischer Marathonläufer.

## Leben
2000 wurde er Zweiter beim Paris-Halbmarathon. Im Jahr darauf kam er bei den Halbmarathon-Weltmeisterschaften 2001 in Bristol auf den 25. Platz und wurde Neunter beim New-York-City-Marathon.
2004 wurde er Vierter bei der Route du Vin und 2005 Vierter beim Vienna City Marathon und Neunter beim Beppu-Ōita-Marathon.
2006 folgte einem vierten Platz beim Halbmarathonbewerb des Marrakesch-Marathons ein Sieg beim Vienna City Marathon.

## Persönliche Bestzeiten
- Halbmarathon: 1:01:04 h, 12. März 2000, Paris
- Marathon: 2:08:20 h, 7. Mai 2006, Wien